# Mamuju
Mamuju – miasto w Indonezji na wyspie Celebes nad cieśniną Makasarską; ośrodek administracyjny prowincji Celebes Zachodni; 53 tys. mieszkańców (2005); 5056 km² powierzchni.
Ośrodek regionu rolniczego, uprawa tytoniu, palmy kokosowej, ryżu, kawy; przemysł spożywczy i petrochemiczny; rybołówstwo, port lotniczy.